# 아달라 이사금
아달라이사금(阿達羅泥師今, ? ~ 184년 음력 3월, 재위: 154년 음력 2월 ~ 184년 음력 3월)은 신라의 제8대 국왕이다. 삼국사기에서는 고대 인물들을 중국식 단성으로 기록하였기 때문에 박씨로 기록되어 있다.
《삼국사기》에 따르면 그는 일성왕(逸聖王)의 맏아들이며 어머니는 지소례왕(支所禮王)의 딸 박씨, 왕후는 지마왕(祇摩王)의 딸인 내례부인(內禮夫人) 박씨이다. 키가 7척이며 코가 매우 커 외모가 특별하였다.

## 생애
※다음 내용의 서기 연대와 왕의 치세에 대한 정보는 《삼국사기》에 근거한 것입니다.
3년(156년) 계립령(鷄立嶺)의 길을 열고, 4년(157년) 2월에는 감물현(甘勿縣)과 마산현(馬山縣)을 두었으며, 3월에 장령진(長嶺鎭)에 순행했다.
5년(158년) 계립령에 이어 죽령(竹嶺)의 길을 열었으며, 9년(162년) 사도성(沙道城)에 순행해 병사들을 위로했다. 이 해에 왜인들이 우호적인 목적으로 신라를 방문했다.
12년(165년) 10월 아찬 길선(吉宣)이 모반했다가 발각되어 백제로 도망치자 왕은 백제에 길선의 신병을 요구했으나 백제는 거절했고, 이에 왕이 몸소 백제 원정을 나섰으나 공성전을 벌이던 중 식량이 떨어져 퇴각했다. 2년 뒤인 14년(167년) 7월 백제가 신라를 역습해 두 성을 함락시키고 주민 1천여 명을 잡아갔으며, 8월에는 일길찬(一吉湌) 흥선을 시켜 군사 2만으로 백제를 공격하고 왕은 8천 기(騎)를 거느리고 한수(漢水)를 건넜으며, 이에 백제는 노략한 주민들을 반환하고 강화를 청하였다고 한다(길선의 모반 사건은 신라 역사상 최초의 「반란」이었다).
17년(170년) 봄 2월에 시조묘(始祖廟)를 중수하였다. 10월에 백제가 다시 신라를 침공하였다.
19년(172년) 정월에 구도(仇道)를 파진찬(波珍湌), 구수혜(仇須兮)를 일길찬으로 삼았다. 구도는 훗날 김씨로서 최초의 신라왕으로 즉위하게 되는 미추(味鄒)의 아버지이다.
20년(173년) 음력 5월 야마타이국(邪馬台國)의 여왕 히미코(卑彌乎)가 사신을 보내왔다.
이후 10년간 기록을 남기지 않다가 31년(184년) 봄 3월에 왕은 사망하였다.
사인은 기록되지 않았지만 내해 이사금이 아달라왕 사후 12년 만에 왕위에 올른 것과 그의 생모가 내례부인이란 것을 감안할때, 이매가 아달라 이사금의 아내
내례부인과 모종의 일이 있었고, 이에 아달라왕과 이매의 아버지 벌휴 이사금 사이에 내분이 있었고, 결국 아달라 이사금은 패배하여 살해당했을 수도 있다는 추측을 가능케 한다.

## 능묘
경주군 남쪽 15리 배일산(拜日山)의 세 왕릉 중 제일위의 왕릉이 아달라 이사금의 능이고 가운데는 신덕왕릉, 그아래는 경명왕의 능이라 한다.

## 가계
《삼국사기》에는 일성왕과 지소례왕의 딸(박씨) 사이에서 태어났으며, 사후 후손이 없어 왕위가 석씨계의 벌휴(伐休)에게로 넘어갔다고 한다. 그러나 훗날 하대 신라의 신덕왕(神德王)은 아달라왕의 원손(遠孫)을 자처하였다.
- 부왕 : 일성왕(逸聖王)
- 모후 : 왕후 박씨 지소례왕(支所禮王)의 딸
- 왕후 : 내례부인(內禮夫人) 박씨[3] - 지마 이사금(祗摩尼師今)의 딸

## 연오랑세오녀 전설
《삼국유사(三國遺事)》권1 기이제1에는 아달라왕의 치세에 있었던 연오랑과 세오녀라는 이름의 부부가 등장하는 전설이 수록되어 있다.
연오랑과 세오녀는 부부로서 아달라왕 즉위 4년인 정유(157년)에 동해의 바닷가에 살고 있었는데, 어느 날 연오랑이 바닷가에 나가 해초를 따는데 연오랑이 서 있던 바위(물고기라고도)가 움직이더니 연오랑을 태운 채 그대로 일본으로 가버렸다. 일본 사람들은 연오랑을 보고 「이는 범상치 않은 인물이다.」라며 그들의 왕으로 옹립하였다. 세오녀는 남편이 돌아오지 않자 이상하게 여기고 바닷가로 나가서 남편을 찾아 돌아다니다가 바위 위에 남편이 벗어놓은 신발을 발견했고, 세오녀가 그 바위에 올라가자 바위는 다시 움직여서 세오녀를 태우고 일본으로 갔다. 일본 사람들은 다시 놀라면서 연오랑에게 나아가 아뢰었고, 부부는 재회하여 세오녀는 왕인 연오랑과 함께 나란히 귀비(貴妃)가 되었다.
그런데 연오랑과 세오녀가 일본으로 떠나고 없는 사이, 신라에서는 해와 달이 사라져 온통 암흑으로 뒤덮이는 괴이한 현상이 벌어지고, 일관(日官)은 「우리 나라에 있던 해(연오랑)와 달(세오녀)의 정기가 지금 일본으로 가버렸기 때문에 이러한 괴변이 일어난 것이다.」라는 점괘를 내놓았다. 아달라왕은 일본에 사신을 보내 두 사람을 찾아 데려오게 했지만, 연오랑은 「내가 이 나라에 온 것은 하늘이 시킨 일인데 이제 와서 어떻게 돌아갈 수 있겠는가. 나의 비가 짠 고운 명주가 있으니 이것을 가지고 하늘에 제사를 지내면 될 것이다.」 라면서 세오녀가 짠 비단을 사신에게 주었다. 사신이 돌아와서 아뢰었고, 그 말대로 제사를 지내자 과연 신라에는 해와 달이 예전처럼 돌아왔다. 이후 신라에서는 그 비단을 왕의 창고에 잘 간직해 국보로 삼았고, 그 창고를 귀비고(貴妃庫), 하늘에 제사를 지낸 곳을 영일현(迎日縣) 또는 도기야 (都祈野)라 하였다고 한다.

## 같이 보기
- 연오랑과 세오녀
- 고구려
  - 차대왕 (146년 ~ 165년)
  - 신대왕 (165년 ~ 179년)
  - 고국천왕 (179년 ~ 197년)
- 백제
  - 개루왕 (128년 ~ 166년)
  - 초고왕 (166년 ~ 214년)
- 가야
  - 김수로왕 (42년? ~ 199년)

## 참고 문헌
- 김부식 (1145), 《삼국사기》 〈권2〉 아달라 이사금 조(條)